# Sak Noel
Sak Noel (La Cellera de Ter, 12 april 1983) is een Spaanse dj, bekend van het nummer Loca People dat hij samen gemaakt heeft met de Nederlandse zangeres Esthera Sarita (echte naam Esther Sarita). Het nummer kwam op 18 juni 2011 in de Nederlandse Top 40 binnen en bereikte in zijn derde week de eerste plaats.
Hij is ook oprichter en mede-eigenaar van Moguda productiehuis. Sinds 2009 organiseert Moguda ook het jaarlijkse Moguda Dance Festival.
Sak Noel begon in zijn tienerjaren in de muziek, beïnvloed door de elektronische muziek. Via zijn eigen bedrijf Moguda werkte hij samen met Mak & Sak en Xana en toerde hij. Hij werd bekend door het nummer Loca People, dat gezongen wordt door de Nederlandse zangeres Esthera Sarita. Het werd een grote hit in de Europese hitlijsten.

## Discografie

### Singles
| Single met eventuele hitnotering(en) in de Nederlandse Top 40 | Datum van verschijnen | Datum van binnenkomst | Hoogste positie | Aantal weken | Opmerkingen                                 |
| ------------------------------------------------------------- | --------------------- | --------------------- | --------------- | ------------ | ------------------------------------------- |
| Loca people (la gente esta muy loka)                          | 13-06-2011            | 18-06-2011            | 1(4wk)          | 15           | Nr. 1 in de Single Top 100                  |
| Paso (The nini anthem)                                        | 16-01-2012            | 28-01-2012            | tip14           | -            |                                             |
| Trumpets                                                      | 2016                  | 23-07-2016            | 12              | 14           | met Sean Paul / Nr. 84 in de Single Top 100 |

| Single met hitnotering(en) in de Vlaamse Ultratop 50 | Datum van verschijnen | Datum van binnenkomst | Hoogste positie | Aantal weken | Opmerkingen   |
| ---------------------------------------------------- | --------------------- | --------------------- | --------------- | ------------ | ------------- |
| Loca people (la gente esta muy loka)                 | 13-06-2011            | 02-07-2011            | 1(4wk)          | 17           | Goud          |
| Trumpets                                             | 2016                  | 23-07-2016            | 44              | 6            | met Sean Paul |

- International Standard Name Identifier: 0000 0003 5757 4825
- MusicBrainz: 60041bf3-412a-40ab-847a-78c7b1db3823
- Nationale Bibliotheek van Tsjechië: jx20111101009
- Virtual International Authority File: 59145970136832251242